# Castillo de Valençay
El castillo de Valençay se encuentra en el departamento francés de Indre, cerca del río Loira. Es una antigua propiedad del príncipe de Talleyrand, fue construido en el año 1540 por orden de Jacques d'Estampe sobre una antigua edificación feudal. Su construcción prosiguió hasta el siglo XVIII con la construcción de la torre sur.
George Sand escribió que "este lugar es uno de los más bellos de la Tierra y ningún rey podría tener un jardín más pintoresco". 
La arquitectura exterior muestra los tres órdenes clásicos en las columnas: orden dórico en la planta baja, orden jónico en el primer piso y orden corintio en el segundo.
Los salones están amueblados de forma suntuosa en el llamado ‘’estilo imperio’’. Una larga galería de unos 80 metros discurre a lo largo de todo el primer piso, enlazando todas las habitaciones.
Tras las abdicaciones de Bayona, Fernando VII, su hermano don Carlos y su tío D. Antonio estuvieron confinados en este castillo durante la invasión francesa de España, desde 1808 a 1814. En 1813 fue firmado en el castillo el Tratado de Valençay, por el que pudieron regresar a España.